# NGC 4951
NGC 4951 este o intermediate spiral galaxy⁠(d) situată în constelația Fecioara. A fost descoperită în 17 aprilie 1784 de către William Herschel. Se află la o distanță de 15 megaparseci de Pământ.